# Apogonia minutissima
Apogonia minutissima är en skalbaggsart som beskrevs av Brenske 1893. Apogonia minutissima ingår i släktet Apogonia och familjen Melolonthidae. Utöver nominatformen finns också underarten A. m. puncticollis.